# Charles Mayer
Charles Mayer (n. 7 ianuarie 1882, Molsheim, Alsacia-Lorena, Reich-ul German – d. 5 mai 1972, Sonoma⁠(d), California, SUA) a fost un boxer ce a reprezentat Statele Unite ale Americii, medaliat olimpic. A participat la o ediție a Jocurilor Olimpice (1904) în care a câștigat o medalie de aur și o medalie de argint.